# スリナム・ドル
スリナム・ドル（Surinamese dollar）はスリナムで利用される通貨単位。ISO 4217コードはSRD。補助通貨はセントで、1ドルは100セントである。

## 歴史
2004年1月1日にスリナム・ギルダーに代わってスリナムの通貨になり、1ドル=1000ギルダーのレートで交換された。初めは硬貨のみが流通し、2月中旬から紙幣が発行されたが、これはカナダ銀行の印刷機のトラブルが原因だと言われている。
以前のセント（0.01ギルダー）は額面通りの価値を持ち両替の必要はないと宣言された。このため、例えば昔の25セント硬貨は40分の1ドルの価値しかなかったが、これ以降は4分の1ドルの価値を持つようになった。
ISO 4217の改正121では、スリナム・ギルダーのSRGに代わってSRDのコードを割り当てている。

## 硬貨
デノミネーションに伴って、硬貨は1セント、5セント、10セント、25セント、100セント、250セントの6種類が発行された。以前の通貨の硬貨も通用する。

## 紙幣
2004年、政府は1ドルと2.5ドル紙幣を、スリナム中央銀行は5ドル、10ドル、20ドル、50ドル、100ドル紙幣を発行した。